# Romancheina barica
Romancheina barica is een mosdiertjessoort uit de familie van de Romancheinidae. De wetenschappelijke naam van de soort is voor het eerst geldig gepubliceerd in 1955 door Rogick.